# Virginie Ancelot

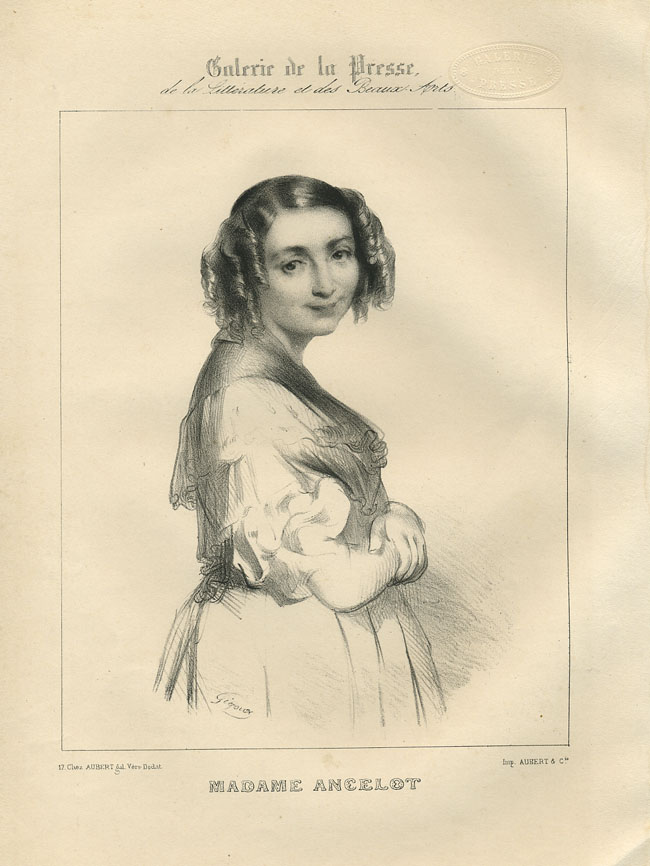
Litografia de Virginie Ancelot por Marie-Alexandre Alophe

Marguerite-Louise Virginie Chardon Ancelot (Dijon, 15 de março de 1792 - 20 de março de 1875) foi uma pintora, escritora e dramaturga francesa. Ancelot nasceu em uma família parlamentar em Dijon e foi casado com o dramaturgo Jacques-François Ancelot. De 1824 a 1866, Ancelot organizou um salão literário na rue de Seine, em Paris.  
Suas peças foram coletadas em quatro volumes e publicadas como Theâtre concluído em 1848. Ela publicou duas memórias: Les Salons de Paris, foyers éteints (1858) e Un salon de Paris 1824-64 (1866). Seus romances mais importantes incluem Georgine (1855), Une route sans issue (1857) e Un nœud de ruban (1858).